# Aleksandr Dmitrievič Dubjago
Aleksandr Dmitrievič Dubjago, anche Dubiago, in russo Александр Дмитриевич Дубяго? (Kazan', 18 dicembre 1903 – Kazan', 29 ottobre 1959), è stato un astronomo russo, esperto in astrofisica teorica.
La sua reale data di nascita secondo il calendario russo dell'epoca è il 5 dicembre 1903, il 18 dicembre 1903 è la corrispettiva data nel calendario gregoriano: solo nel 1918 i due calendari sono stati sincronizzati aggiungendo 13 giorni al calendario russo. Dubjago ha scoperto due comete: la C/1921 H1 Dubiago, che in realtà nonostante la sua sigla è una cometa periodica e la C/1923 T1 Dubiago-Bernard. 
Gli è stata assegnata la 98ª Donohoe Comet Medal. Gli è stato dedicato un asteroide, 1167 Dubiago: invece un cratere lunare di 51 km di diametro è stato dedicato congiuntamente a lui e a suo padre Dmitrij Ivanovič Dubjago, anch'esso un astronomo.